# 掛 (さいたま市)
掛（かけ）は、埼玉県さいたま市岩槻区の大字。郵便番号は339-0078。

## 地理
埼玉県の中央地域で、さいたま市岩槻区北部の沖積平野に位置する。岩槻駅から2 kmほど北の元荒川の右岸にある地域。鉄道駅からは距離があり、農地が広がる。川沿いには工場や流通センターが集まり、住宅もみられる。昔からの集落は南西部の大宮台地（岩槻支台）上にある。大字掛の飛地が大字金重の南部に3か所存在する。また、大字金重の飛地が地内に3か所存在する。
縄文期から古墳期の貝塚である掛貝塚が存在する。

### 河川
- 元荒川

## 歴史
もとは江戸期より存在した埼玉郡岩槻領に属する掛村であった。埼玉郡岩槻領に属する岩槻宿四新田のひとつである岩槻藩領の掛新田（懸新田とも）が村の西部にあった。
- 初めは岩槻藩領、1756年（宝暦6年）より幕府領[4]。なお、検地は1656年（明暦2年）および1665年（寛文6年）に実施[5]。
- 1629年（寛永6年）：地区の北端を流れる荒川の流路が変更され、旧流路が元荒川となる。
- 1871年（明治4年）11月13日：第1次府県統合により埼玉県の管轄となる。
- 1878年（明治6年）：江戸期からの掛新田を掛村に編入する[4]。後の大字掛の一部。
- 1879年（明治12年）3月17日：郡区町村編制法施行に伴い、南埼玉郡に所属する。郡役所は岩槻町に設置。
- 1889年（明治22年）4月1日：町村制施行により、掛、金重、本宿、箕輪、馬込、川島、平林寺の7箇村新田が合併し、河合村が成立[6]。河合村の大字掛となる。
- 1954年（昭和29年）
  - 5月3日：河合村が岩槻町、新和村、和土村、川通村、柏崎村、慈恩寺村と合併し、岩槻町が成立[7]。岩槻町の大字となる。
  - 7月1日：岩槻町が市制を施行し、岩槻市となり[7]。同市の大字となる。
- 2005年（平成17年）4月1日：岩槻市がさいたま市に編入合併され、同市岩槻区の大字となる。

## 世帯数と人口
2017年（平成29年）10月1日時点の世帯数と人口は、以下のとおりである。
| 大字   | 世帯数  | 人口  |
| ------ | ------- | ----- |
| 大字掛 | 392世帯 | 887人 |

## 小・中学校の学区
市立小・中学校に通う場合、学区（校区）は以下のとおりとなる。
| 区域 | 小学校                 | 中学校                 |
| --- | ---------------------- | ---------------------- |
| 1 - 333番地、339番地、344番地 - 350番地2 573番地1 - 571番地3、607番地 - 622番地2 626 - 659番地、663 - 689番地、692番地 694番地、699 - 710番地、712 - 983番地                      | さいたま市立河合小学校 | さいたま市立城北中学校 |
| 334番地1 - 338番地1、340番地1 - 343番地2 351番地1 - 572番地、578 - 597番地 623 - 625番地、660 - 662番地 690番地1 - 691番地1、693番地 695 - 698番地2、711番地 7913番地1 - 7963番地 | さいたま市立城北小学校 | さいたま市立城北中学校 |

## 交通

### 鉄道
地内に鉄道路線は通っていない。最寄り駅は地点によって異なり、東日本旅客鉄道（JR東日本）宇都宮線の蓮田駅、東武野田線（東武アーバンパークライン）の岩槻駅、または同東岩槻駅である。

## 施設
- 江川自治会館
- 掛公民館
- 稲荷神社
- 元荒川水管橋 - 上部に歩道が併設された元荒川に架かる水道・道路併用橋であったが、水道管部分が撤去されている。